# Michail Skopin-Sjujskij
Michail Vasiljevitj Skopin-Sjujskij (Михаил Васильевич Скопин-Шуйский), född 18 november 1586, död 3 maj 1610, var en rysk statsman och militär. Hans far Vasilij Fjodorovitj Skopin-Sjujskij dog tidigt, så uppfostrades Michail av sin mor. Under Boris Godunovs regim var han en stolnik. Michail kom i nära kontakt med Vasilij IV eftersom han var dennes kusin. 
Hans militära karriär började 1606 vid Ivan Bolotnikovs uppror. När den Andre falske Dimitri kom in i bilden, beslöt Vasilij att söka hjälp från Sverige. Han slöt sig till Jakob De la Gardie (1583-1652)s här vid Novgorod 1609. De lämnade Novogrod den 14 april med ca 12 000 svenska soldater för att rädda den ryska tronen. Michail intog Nöteborg, Tver och Torzjok och rensade norra landet från fiender. 
Han var med De la Gardie när han tågade in i Moskva 1609. 
Under en festmåltid blev han förgiftad och avled.